# Konjkovsko
Konjkovsko – wieś w Chorwacji, w żupanii karlowackiej, w mieście Karlovac. W 2011 roku liczyła 6 mieszkańców.